# Система остаточных классов
Система остаточных классов (СОК) (англ. residue number system) — система счисления, основанная на модулярной арифметике.
Представление числа в системе остаточных классов основано на понятии вычета и китайской теореме об остатках. СОК определяется набором попарно взаимно простых модулей {\displaystyle (m_{1},\,m_{2},\,\dots ,\,m_{n})}, то есть таких, что {\displaystyle \gcd(m_{i},\,m_{j})=1} {\displaystyle (i,\,j=0,\,1,\,\dots ,\,n;\ i\neq j)}, называемых базисом, и произведением {\displaystyle M=m_{1}\cdot m_{2}\cdot \ldots \cdot m_{n},} так, что каждому целому числу {\displaystyle x} из отрезка {\displaystyle [0,\ M-1]} ставится в соответствие набор вычетов {\displaystyle (x_{1},\,x_{2},\,\dots ,\,x_{n})}, где
{\displaystyle x_{1}\equiv x{\pmod {m_{1}}};}
{\displaystyle x_{2}\equiv x{\pmod {m_{2}}};}
{\displaystyle \dots \dots \dots \dots \dots \dots \dots }
{\displaystyle x_{n}\equiv x{\pmod {m_{n}}}.}
При этом китайская теорема об остатках гарантирует однозначность (единственность) представления целых неотрицательных чисел из отрезка {\displaystyle [0,\ M-1]}.

## Преимущества системы остаточных классов
В СОК арифметические операции (сложение, вычитание, умножение, деление) выполняются покомпонентно, если про результат известно, что он является целочисленным и также лежит в {\displaystyle [0,M-1]}.
Формула для сложения:
{\displaystyle (x_{1},x_{2},\dots ,x_{n})+(y_{1},y_{2},\dots ,y_{n})=(z_{1},z_{2},\dots ,z_{n})}, где
{\displaystyle z_{1}\equiv (x_{1}+y_{1}){\pmod {m_{1}}};}
{\displaystyle z_{2}\equiv (x_{2}+y_{2}){\pmod {m_{2}}};}
{\displaystyle \dots \dots \dots \dots \dots \dots \dots \dots \dots }
{\displaystyle z_{n}\equiv (x_{n}+y_{n}){\pmod {m_{n}}}.}
Аналогично выполняются вычитание, умножение и деление. Замечание: на деление накладываются дополнительные ограничения. Деление должно быть целочисленным, то есть делитель должен нацело делить делимое. Делитель должен быть взаимно простым со всеми модулями базиса.

## Недостатки системы остаточных классов
- отсутствие эффективных алгоритмов для сравнения чисел; обычно, сравнение осуществляется через перевод аргументов из СОК в систему счисления (полиадическую) со смешанными основаниями: {\displaystyle m_{1},m_{1}m_{2},\dots ,m_{1}m_{2}\dots m_{n-1}};
- медленные алгоритмы взаимного преобразования представления чисел из позиционной системы счисления в СОК и обратно;
- сложные алгоритмы деления (когда результат не является целым);
- трудность в обнаружении переполнения.

## Применение системы остаточных классов
СОК широко используется в микроэлектронике в специализированных устройствах ЦОС, где требуется:
- контроль за ошибками за счет введения дополнительных избыточных модулей;
- высокая скорость работы, которую обеспечивает параллельная реализация базовых арифметических операций;
- информационная безопасность.

Практическое применение:  чехословацкая ламповая ЭВМ «EPOS», советская военная многопроцессорная суперЭВМ 5Э53, предназначенная для решения задач  противоракетной обороны.

## Специальные системы модулей
В модулярной арифметике существуют специальные наборы модулей, которые позволяют частично нивелировать недостатки и для которых существуют эффективные алгоритмы сравнения чисел и для прямого и обратного перевода модулярных чисел в позиционную систему счисления. Одной из самых популярных систем модулей является набор из трех попарно взаимно простых чисел вида {2n−1, 2n, 2n+1}.

## Пример
Рассмотрим СОК с базисом {\displaystyle (2;3;5)}. В этом базисе можно взаимооднозначно представить числа из промежутка от {\displaystyle 0} до {\displaystyle 29}, так как {\displaystyle M=2\times 3\times 5=30}. Таблица соответствия чисел из позиционной системы счисления и системы остаточных классов:
| {\displaystyle 0=(0;0;0)}  | {\displaystyle 1=(1;1;1)}  | {\displaystyle 2=(0;2;2)}  | {\displaystyle 3=(1;0;3)}  | {\displaystyle 4=(0;1;4)}  |
| {\displaystyle 5=(1;2;0)}  | {\displaystyle 6=(0;0;1)}  | {\displaystyle 7=(1;1;2)}  | {\displaystyle 8=(0;2;3)}  | {\displaystyle 9=(1;0;4)}  |
| {\displaystyle 10=(0;1;0)} | {\displaystyle 11=(1;2;1)} | {\displaystyle 12=(0;0;2)} | {\displaystyle 13=(1;1;3)} | {\displaystyle 14=(0;2;4)} |
| {\displaystyle 15=(1;0;0)} | {\displaystyle 16=(0;1;1)} | {\displaystyle 17=(1;2;2)} | {\displaystyle 18=(0;0;3)} | {\displaystyle 19=(1;1;4)} |
| {\displaystyle 20=(0;2;0)} | {\displaystyle 21=(1;0;1)} | {\displaystyle 22=(0;1;2)} | {\displaystyle 23=(1;2;3)} | {\displaystyle 24=(0;0;4)} |
| {\displaystyle 25=(1;1;0)} | {\displaystyle 26=(0;2;1)} | {\displaystyle 27=(1;0;2)} | {\displaystyle 28=(0;1;3)} | {\displaystyle 29=(1;2;4)} |

### Пример сложения
Сложим два числа 9 и 14 в базисе {\displaystyle (2;3;5)}. Их представление в заданном базисе {\displaystyle 9=(1;0;4)} и {\displaystyle 14=(0;2;4)} (см. таблицу выше). Воспользуемся формулой для сложения:
{\displaystyle (z_{1},z_{2},z_{3})=(1,0,4)+(0,2,4)}
{\displaystyle z_{1}\equiv (x_{1}+y_{1}){\pmod {m_{1}}}\equiv (1+0){\pmod {2}}=1;}
{\displaystyle z_{2}\equiv (x_{2}+y_{2}){\pmod {m_{2}}}\equiv (0+2){\pmod {3}}=2;}
{\displaystyle z_{3}\equiv (x_{3}+y_{3}){\pmod {m_{3}}}\equiv (4+4){\pmod {5}}=3;}
{\displaystyle (z_{1},z_{2},z_{3})=(1,2,3)} — по таблице убеждаемся, что результат равен 23.

### Пример умножения
Умножим два числа 4 и 5 в базисе {\displaystyle (2;3;5)}. Их представление в заданном базисе {\displaystyle 4=(0;1;4)} и {\displaystyle 5=(1;2;0)} (см. табличку выше). Воспользуемся формулой для умножения:
{\displaystyle (z_{1},z_{2},z_{3})=(0,1,4)*(1,2,0)}
{\displaystyle z_{1}\equiv (x_{1}*y_{1}){\pmod {m_{1}}}\equiv (0*1){\pmod {2}}=0;}
{\displaystyle z_{2}\equiv (x_{2}*y_{2}){\pmod {m_{2}}}\equiv (1*2){\pmod {3}}=2;}
{\displaystyle z_{3}\equiv (x_{3}*y_{3}){\pmod {m_{3}}}\equiv (4*0){\pmod {5}}=0;}
{\displaystyle (z_{1},z_{2},z_{3})=(0,2,0)} — по таблице убеждаемся, что результат равен 20.
Замечание: если бы мы умножали или складывали числа, которые дали в результате умножения число больше или равное {\displaystyle M=30}, то полученный результат {\displaystyle RES\equiv REAL{\pmod {M}}}, где {\displaystyle REAL} — результат операции в позиционной системе счисления.

### Пример деления, при условии, что возможно деление нацело
Деление может быть выполнено аналогично умножению, но только если делитель делит делимое нацело, без остатка.

Для модулей {\displaystyle (29;31;32)} разделим число 1872 на 9.

Делим {\displaystyle 1872=(16;12;16)} на {\displaystyle 9=(9;9;9)}.

Воспользуемся формулой

{\displaystyle z_{i}\equiv (x_{i}*y_{i}^{-1}){\pmod {m_{i}}}.}

Здесь надо сказать, что {\displaystyle y_{i}^{-1}*y_{i}=1{\pmod {m_{i}}}}, что не то же самое, что просто разделить {\displaystyle x} на {\displaystyle y}.

По формуле {\displaystyle y_{i}^{m_{i}-1}=1{\pmod {m_{i}}}} получаем:

{\displaystyle 9^{29-2}{\pmod {29}}=13,}

{\displaystyle 9^{31-2}{\pmod {31}}=7.}

{\displaystyle 9^{32-2}{\pmod {32}}=17;}

{\displaystyle z_{1}\equiv (16*13){\pmod {29}}=5,}

{\displaystyle z_{2}\equiv (12*7){\pmod {31}}=22,}

{\displaystyle z_{3}\equiv (16*17){\pmod {32}}=16.}

Это и есть правильный результат — число 208. Однако такой результат можно получить, только если известно, что деление производится без остатка.